# Prometna signalizacija
Prometna signalizacija je sklop prometnih znakov, naprav in oznak, ki voznike obveščajo o nevarnostih na cestah in objektih na njih, predpisujejo ravnanja in omejitve, označujejo in določajo vozišče. Prav tako pa prometna signalizacija vodi in informira o poteku prometne poti, o znamenitostih ob poti, o uslugah, ki jih uporabniki iščejo in podobno.
Vse javne ceste in nekategorizirane ceste dane v javni promet morajo biti označene s predpisano prometno signalizacijo, ki udeležencem omogoča varen in tekoč promet. Poznamo trajno in začasno prometno signalizacijo.

## Vrste prometne signalizacije
Glede na postavitev lahko delimo prometno signalizacijo na vertikalno in horizontalno.

### Vertikalna signalizacija

#### Prometni znaki
Prometni znaki so:
- znaki za nevarnost,
- znaki za izrecne odredbe,
- znaki za obvestila,
- dopolnilne table, ki natančneje določajo pomen znaka, ki so mu dodane in so sestavni del prometnega znaka, ob katerem so,
- označbe na vozišču in drugih prometnih površinah,
- drugi znaki za označevanje del, drugih ovir in poškodb vozišča,
- svetlobni prometni znaki in svetlobne označbe,
- znaki s spremenljivo vsebino,
- triopan (tristrana piramida), na katerem so lahko upodobljeni znaki za nevarnost, znaki za izrecne odredbe in znaki za obvestila.

Prometni znaki so lahko izdelani tako, da je njihova vsebina stalna ali spremenljiva.
Površina prometnih znakov mora biti izdelana iz svetlobno odsevnih materialov v skladu s predpisi. Prometni znaki so lahko izdelani tudi z lastnim virom svetlobe (osvetljeni od znotraj) ali zunanjim virom svetlobe (osvetljeni od zunaj s posebnimi svetilkami).

#### Zimska signalizacija
Zimska signalizacija se postavlja kot začasna oziroma dopolnilna v obdobju zimske službe oziroma v sklopu zimskega vzdrževanja cest, ki praviloma traja od 15. novembra tekočega leta do 15. marca naslednjega leta. Sem sodijo predvsem snežni koli in palisade (naprave za preprečevanje zametov) ter druga potrebna vertikalna signalizacija, ki opozarja in obvešča o zimskih razmerah na cestah.

#### Turistična in druga obvestilna signalizacija
Turistična in druga obvestilna signalizacija je namenjena obveščanju udeležencev v prometu in jo sestavljajo:
- znaki za obveščanje o kulturnih, zgodovinskih in naravnih znamenitostih ter spomenikih, (obvestilna tabla, označitev zavarovanega območja narave, označitev turistične ceste, itd.)
- znaki za obveščanje o smeri v kateri so kulturna, zgodovinska in naravna znamenitost in spomenik ter pomembnejši objekt in naprava znotraj območij znamenitosti ali naselja in lamele za: kulturno ali zgodovinsko znamenitost, spomenik ali objekt v naselju, za naravno znamenitost ali objekt v naselju, za hotele, za pomembne objekte in naprave v naselju, za pomembna poslovni-trgovska središča in objekte v naselju, za cilje, ki so znotraj zavarovanega območja narave, za objekte, ki so ob turistični cesti, itd.)
- znaki za izraz dobrodošlice na vstopu v državo, regijo, pokrajino, občino ali naselje.
- znaki za podajanje prometnih, turističnih in drugih informacij na prometnih površinah zunaj vozišča ceste (počivališča, parkirišča) in na drugih površinah ob cesti, ki so določene za opravljanje spremljajočih dejavnosti ob cesti. To so "turistično-informativne table", ki potnikom podajajo podrobnejše informacije o državi, regiji, pokrajini, območju, kraju ali objektu v zvezi s turizmom in prometne informacije.

Površina turistične in druge obvestilne signalizacije sme biti izdelana iz svetlobno odsevnih materialov, vsebina pa ne sme biti spremenljiva.

### Horizontalna signalizacija
Horizontalno signalizacijo predstavljajo različne oznake na vozišču in so namenjene urejanju in vodenju prometa. Označbe na vozišču so lahko vzdolžne, prečne in druge. Lahko so bele, rumene, modre. Praviloma so bele. Z rumeno so označena mesta rezervirana za določene namene (taxi, avtobusna postajališča, grbine, itd.) pa tudi začasne ureditve zaradi gradbišča na cesti. Modre talne označbe označujejo parkirna mesta, kjer je parkiranje časovno omejeno. Poznamo:
- prekinjene in neprekinjene ločilne in robne črte
- kratke vodilne črte
- oznake za prehod za pešce
- puščice
- napise

## Postavljanje
Prometna signalizacija mora biti postavljena ob desni strani ceste poleg vozišča v smeri vožnje vozil in to tako, da ne ovira vozil in pešcev.
Načrtovana in postavljena mora biti tako, da se lahko od udeležencev v cestnem prometu pričakuje, da jo bodo zlahka in pravočasno opazili in dojeli njen pomen ter da se bodo lahko ravnali v skladu s pomenom oziroma zahtevami, ki so z njo določene (izražene).
Turistična in druga obvestilna signalizacija se sme postavljati v najnujnejšem možnem obsegu in le, če za določeno območje, prostor, objekt ali napravo ni prometnega znaka za označitev ali obveščanje ali jih ni mogoče jasno označiti z obvestilnim prometnim znakom za vodenje prometa z imeni prometnih ciljev, ki so jim dodani splošno znani in/ali mednarodni simboli.

### Severna Amerika

#### Kanada
- Government of Quebec traffic control devices library Arhivirano 2006-05-18 na Wayback Machine. - Extensive list of all road signs and signals from the Quebec Transport Ministry (in French and English).
- Road Signs in Ontario, from the Ontario Ministry of Transportation.
- ICBC – Signs, signals and road markings from ICBC

#### Združene države Amerike
- Federal Highway Administration publications:
  - Part 2: Signs from the Manual on Uniform Traffic Control Devices
  - Standard Highway Signs and Markings
- Manual of Traffic Signs – private website based on the MUTCD
- Traffic Signs Evolution Since 1925 to Present Arhivirano 2012-10-26 na Wayback Machine.

### Evropa
- Signs and markings British traffic signs from the Highway Code
- Danish traffic signs Arhivirano 2016-12-20 na Wayback Machine.
- Official French Government guide to road signs and signals Arhivirano 2011-05-10 na Wayback Machine. (in French)
- Know Your Traffic Signs - Department for Transport (UK) Arhivirano 2010-11-21 na Wayback Machine.
- German traffic signs and signals

### Azija
- Pakistani Traffic Rules and Road Signs Arhivirano 2011-05-14 na Wayback Machine.
- Indian Traffic Rules and Signals
- The Road User's Code: The Language of the Road Arhivirano 2007-10-25 na Wayback Machine. by the Transport Department of the Government of the Hong Kong SAR